# Ludvig 2. af Württemberg
Ludvig 2. af Württemberg (ca. 1137, død 1181) var greve af Württemberg. Han regerede fra 1158 til sin død i 1181. Han var gift med Willibirg (1142–1179), datter af Hartmann 3. greve af Kirckberg.